# 百田光稀
百田 光稀（ももた みつき、2002年〈平成14年〉8月25日 - ）は、日本のAV女優。Bstar所属。
旧名は百田光希。

## 経歴
2023年12月5日に『新人　1億円BODY　百田光希　AV Debut』でMOODYZよりAVデビュー。
2025年2月4日に所属事務所がLIGHTから現在のBstarに移籍したのに伴い、名前も百田光希から百田光稀が変わった。

## 人物
- 趣味は映画、ドラマ鑑賞で特技はものまね[3]。
- デビュー時は大学生で初体験は21歳の時だった[4]。
- デビューのきっかけは平凡な生活たったので刺激的なことをやりたくてAV女優となった[4]。

## 作品

### アダルトビデオ
- 新人 1億円BODY 百田光希 AV Debut（12月5日、MOODYZ）

- 1億円BODYぜ～んぶ初体験セックス開発3本番Special！！ 百田光希（1月2日、MOODYZ）
- 汗だくで交わる体液、絶頂を繰り返す1億円BODY 濃密に絡み合う一心不乱SEX 百田光希（2月6日、MOODYZ）
- 1億円BODY潮吹き覚醒 ポルチオ開発オイルマッサージ 百田光希（4月2日、MOODYZ）
- 絶頂168回潮吹き8000cc痙攣3000回 1億円BODYのエロス覚醒SPECIAL 百田光希（5月7日、MOODYZ）
- 出張先のホテルで嫌悪感を抱くセクハラ上司に相部屋にさせられて…絶倫性交＆指マンがストライクすぎて堕とされた私 百田光希（6月4日、MOODYZ）
- 一度射精しても、見つめて囁きヌイてくれる回春エステ 百田光希（7月2日、MOODYZ）
- 無限ピストン潮吹き絶叫アクメ 営業回りの色白スリム新人OLオマ●コに喰い込む猥褻衣装を着用させて逃がさない！ 百田光希（8月6日、MOODYZ）
- 1億円のカラダを味わえるミリオネアXXXボディ高級ソープ 百田光希（9月3日、MOODYZ）
- 超絶品BODY MV 百田光希 （10月1日、MOODYZ）
- 電車で通勤中の押しに弱い巨乳OLを囲い込み集団痴● 嫌がるデカパイ揉みまくり身動き奪ってザーメンぶっかけ輪● 百田光希（11月5日、MOODYZ）
- 極上ビリオネアおま●こ逆バニー風俗タワー1億円ボディ×発射無制限 世界一リッチなどぴゅどぴゅ奉仕スペシャル！ 百田光希（12月3日、MOODYZ）

- 卑猥なカラダのJカップ愛人と体液まみれで不倫に燃え上がり夢中でハメまくる温泉旅行 百田光希（1月7日、MOODYZ）
- 卑猥なカラダすぎて水泳部顧問に任命されたJカップ女教師に谷間丸出し競泳水着を着せて好き放題に輪●リレー！！ 百田光希（2月4日、MOODYZ）
- 立ち退き依頼で来た役所の地味メガネ爆乳を監禁アクメ Jカップ乳首ビンビン神乳揉みまくり！頑固オヤジの絶倫ピストンでガニ股オーガズムしちゃった私 百田光稀（3月4日、MOODYZ）
- 2億円Body極乳ソープハーレム 女神級ふわトロWおっぱい挟み撃ちご奉仕17射精Special 百田光稀 清宮仁愛（4月1日、MOODYZ）
- ぬるテカJカップ巨乳ビキニGALメンズエステ 柔軟オイルおっぱいとキツキツま●こでぶっこ抜き20発 百田光稀（5月6日、MOODYZ）
- 変態店長に深夜シフトでノーブラ巨乳ノーパン接客させられています 全裸羞恥調教アルバイト 百田光稀（6月3日、MOODYZ）
- 百田光希（百田光稀） 1年分！大放出！12時間（6月17日、MOODYZ） ※単体ベスト
- 修学旅行の自由行動日、地味メガネで友達ゼロの私は生活指導の親父教師に脱いだら凄いJカップをねちょねちょ犯●れるしかありません。 百田光稀（7月1日、MOODYZ）
- 彼女の姉の濡れ‘神乳’誘惑がエロすぎて…。彼女が不在の24時間、一生分の精子出すほどハメまくった…！ 百田光稀（8月5日、MOODYZ）
- 会社の地味OLが卑猥な巨乳コスプレイヤーだったなんて…セクハラ強要パイズリぶっかけ輪●オフ会 百田光稀（9月2日、MOODYZ）

### VR作品
- 百田光希100cmJカップBODY×MOODYZ最高画質8KVR おっぱいを揉んで揉んで気持ちよくなったらハードなピストンでとことんイカせてほしいな！2SEX SPECIAL！！（7月3日、MOODYZ）
- 出張相部屋逆NTR このおっぱい、このカラダで迫ってくる！妻がいるのに男丸出しで 1億円ボディを貪り尽くしたアノ夜 百田光希（10月4日、MOODYZ）

- 8KVR 100万ドルの神BODY Jカップ美巨乳おっぱいを揉んで挟んで包んで舐めて味わい尽くす超贅沢VR 百田光稀（1月22日、MOODYZ）

### イメージビデオ
- ALL NUDE 百田光希（2月27日、Aircontrol）
- Mitsuki Million dollar glamorous・百田光希（7月4日、REbecca）

- MILLIONNUDE 百田光稀（3月11日、FAIR＆WAY）
- Best naked/百田光稀（7月28日、INTEC Inc）

### 写真集
- 百田光希1st写真集『ももたん』（2024年4月19日、ジーオーティー、撮影：中山雅文） ISBN 978-4-8236-0650-2

### デジタル写真集
- 百田光希　きらきらJカップ！ 週刊ポストデジタル写真集（2024年2月9日、小学館、撮影：松田忠雄）
- 百田光希　100,000,000円のハダカ vol.1、2、3 FRIDAYデジタル写真集（2024年7月5日、講談社、撮影：中山雅文）
- FLASHデジタル写真集R　百田光希　奇跡のJ（2024年9月10日、光文社、撮影：木村哲夫）
- FLASHデジタル写真集R　百田光希　そんなに見ないで… 〈恥ずかしランジェリー編〉、〈恥ずかしバニーガール編〉（2024年10月29日、光文社、撮影：高橋慶佑）
- 爆乳ヌルヌル沼　百田光稀×彩月七緒 週刊ポストデジタル写真集（2025年5月1日、小学館、撮影：浜田一喜）
- sexual time　百田光稀（2025年8月1日、 a-list photo anthology）